# Saint-Andéol-de-Berg
Saint-Andéol-de-Berg là một xã ở tỉnh Ardèche, vùng Rhône-Alpes ở đông nam nước Pháp.